# Астана (гандбольный клуб)
Астана — казахстанский женский гандбольный клуб из столицы Казахстана.

## История
Гандбольный клуб «Астана» был основан 28 декабря 2009 года. В сезоне 2010 года клуб выступал в высшей лиге, а старшим тренером был Заслуженный тренер Казахской ССР Лев Яниев — один из родоначальников казахстанского гандбола.
В сезоне 2011 года клуб выступал уже в Суперлиге и закончил сезон на 4-й строчке турнирной таблицы.
В начале сезона 2012 года Лев Яниев подал в отставку и сезон команда начала под руководством капитана команды МСМК Елены Портовой. Со второго тура клуб возглавил российский тренер Андрей Столяров.
Сезон 2012 года «Астана» завершила с бронзовыми наградами, а Снежана Кургамбаева была признана лучшей гандболисткой сезона.

## Состав
| №  | Позиция           | Имя                  | Год рождения | Рост | Вес | Разряд |
| -- | ----------------- | -------------------- | ------------ | ---- | --- | ------ |
| 1  | правый крайний    | Снежана Кургамбаева  | 11.06.1990   | 167  | 62  | МС     |
| 2  | правый крайний    | Сабира Бакбасова     | 18.02.1993   |      |     | КМС    |
| 4  | правый крайний    | Мария Зайцева        | 06.07.1992   |      |     | МС     |
| 5  | левый крайний     | Акмарал Бекдаирова   | 10.12.1992   |      |     | МС     |
| 6  | центральный игрок | Жапарова Аида        | 16.02.2000   |      |     | КМС    |
| 7  | левый крайний     | Елена Клименко       | 30.04.1991   |      |     | КМС    |
| 8  | левый крайний     | Антонина Кондратенко | 04.12.1990   |      |     | КМС    |
| 9  | правый крайний    | Айнур Ергалиева      | 17.11.1992   |      |     | КМС    |
| 10 | линейный игрок    | Мырзамсеитова Мадина | 04.02.2005   |      |     | КМС    |
| 11 | вратарь           | Куаныш Айым          | 20.09.1999   |      |     | МС     |
| 12 | вратарь           | Нурлан Аружан        | 10.09.2004   |      |     | ЗМС    |
| 14 | правый крайний    | Юлия Маркович        | 11.07.1989   |      |     | МС     |